# Megabiston tendinosaria
Megabiston tendinosaria là một loài bướm đêm trong họ Geometridae.